# Karin Kosak

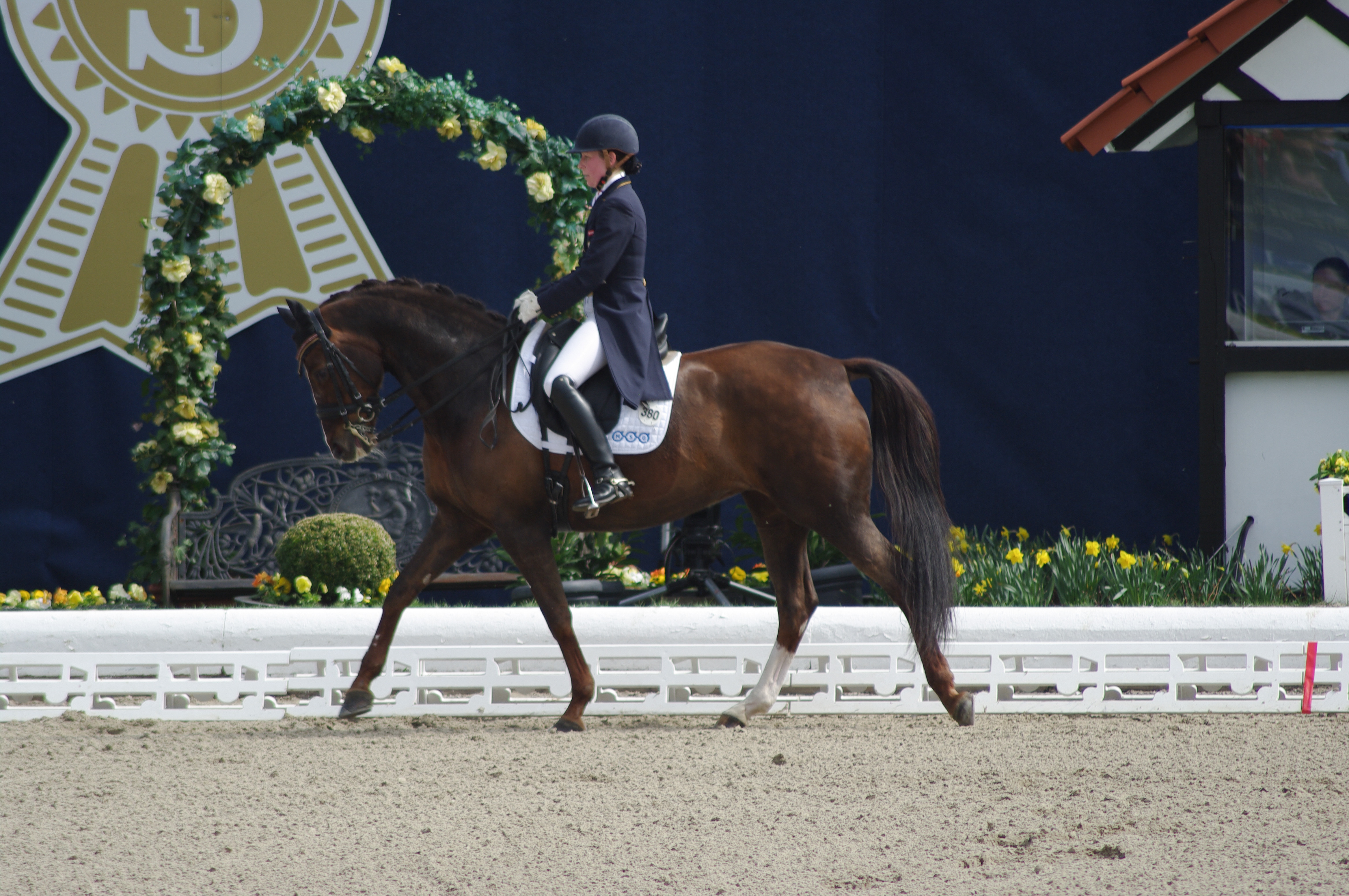
Karin Kosak auf Lucy's Day, Horses & Dreams 2013

Karin Kosak (* 12. Mai 1979) ist eine österreichische Dressurreiterin und Ausbilderin. Sie startet für das
Pferdesportteam Ewalia und wohnt in Gleisdorf. Sie war Teilnehmerin an den Weltreiterspielen 2014.

## Laufbahn
Das Paar Lucy's Day und Karin Kosak, wurde 2013 bei den Österreichischen Staatsmeisterschaften im Pferdesport Vizemeister in der Dressur.
Ihr bestes Resultat erreichte Kosak bei der Vorstellung ihrer Fuchsstute Lucy's Day bei den Europameisterschaft im Dressurreiten 2013 in Herning, Dänemark. Das Paar belegte  Rang sechs, zusammen mit ihren Kollegen von der österreichischen Equipe Andrea John auf Esperanto, Renate Voglsang auf Fabriano und Victoria Max-Theurer auf dem Oldenburger Augustin. Im Einzelwettbewerb erreichten das Paar Platz 46.
Sie stellte Lucy's Day an den Weltreiterspielen 2014 vor. Dort erreichte das Paar zusammen mit ihren Teamkollegen Christian Schumach auf Picardo, Renate Voglsang auf Fabriano und Victoria Max-Theurer auf Augustin Rang acht. 2014 vertraten Lucy's Day und Karin Kosak Österreich beim Nations Cup am CHIO Aachen.
Ihr Nachwuchspferd Fibi's Welt stellte sie 2023 in Achleiten im Intermediate I vor und gewann die Prüfung.

## Pferde
- Lucy's Day 2, *2001, Fuchsstute, Rheinisches Warmblut, von La Poco, aus der Donaustrand, Muttervater Donnerschlag
- Fibi's Welt,  *2014, Braun, Stute, Hannoveraner, von Fider's Welt, aus der Ballerina, Muttervater Baroncelli